# Хофф, Андерс
Андерс Хофф (дат. Anders Hoff; род. 4 сентября 2003, Хорсенс, Дания) — датский футболист, вратарь клуба «Хорсенс».

## Карьера
Андерс воспитывался в клубах «Хаттинг-Торстед» и «Хорсенс». В сезоне 2021/22 он начал привлекаться к тренировкам и матчам первой команды «Хорсенс» в первом дивизионе Дании, но так и не вышел на поле. Первую половину сезона 2022/23 вратарь провёл в «Миддельфарте» на правах аренды. В этом клубе Андерс дебютировал во взрослом футболе: 5 октября он «насухо» отстоял матч третьего раунда Кубка Дании против «Саддинга». Это была единственная игра вратаря за «Миддельфарт».
Зимой 2023 года Андерс направился в новую аренду, в фарерский клуб «ТБ». 5 марта он провёл первый матч за «чёрно-белых», пропустив 7 голов от клаксвуйкского «КИ» в фарерской премьер-лиге. Несмотря на ужасный дебют, Андерс оставался «первым номером» коллектива из Твёройри. 17 сентября на 2-й минуте игры с «АБ» в рамках первенства архипелага он получил травму и был заменён Алланом Мюллером. Всего голкипер принял участие в 20 матчах высшей фарерской лиги и пропустил в них 51 гол. По итогам сезона-2023 «ТБ» опустился в первый дивизион и не стал продлевать арендное соглашение с игроком.
Вторую половину сезона 2023/24 Андерс провёл в очередной аренде — в «Скиве». За полгода вратарь отыграл 7 встреч во втором дивизионе Дании и пропустил в них 11 мячей. В сезоне 2024/25 Андерс стал запасным вратарём родного «Хорсенс». 7 августа 2024 года он сыграл за неё свой первый матч, не пропустив ни одного гола в кубковой игре против «Кьеллерупа». Во втором кубковом матче с «Виборгом» голкипер пропустил 4 мяча.